# Râul Răchita, Borod
Râul Răchita este un afluent al râului Borod. 

## Hărți
- Harta Munții Apuseni
- Harta județului Bihor